# Sändare
Sändare är en enhet som används för att generera energi som genom en antenn ger upphov till elektromagnetisk vågrörelse. Se vidare radiosändare. Det kan även avse sändare för andra medier, exempelvis för alstrande av ultraljudvågor.
Radioamatörer har genom avlagt prov och certifikat rätt att sända på för radioamatörer upplåtna frekvensband. Utbildning och provförrättning sker genom SSA (Sveriges Sändareamatörer), ESR och FRO.
Effektiv utstrålad effekt (ERP) används när man beräknar sändartäckningen, även för de flesta icke-rundradio  stationer.